# Ol'ha Krasnikova
Ol'ha Serhiïvna Krasnikova (in ucraino Ольга Сергіївна Краснікова?; Kiev, 26 gennaio 1984) è una cestista ucraina.

## Carriera
Con l'Ucraina ha disputato i Campionati europei del 2009.